# فنجان‌بازی
فنجان بازی نوعی بازی قدیمی ایرانی است که در آن تعدادی فنجان را به صورت وارونه در درون یک سینی قرار می‌دهند و در زیر یکی مهره یا انگشتانه ای قرار می‌دهند و آنها را سریع جابجا می‌کنند. فرد باید تشخیص دهد که مهره زیر کدام فنجان پنهان است.
حزین بروجردی در کتاب «تذکره حزین: دورنمایی از شهرستان بروجرد» در شرح بازی‌های سنتی بروجرد به فنجان بازی نیز اشاره کرده‌است و معتقد است که این بازی، صورت ناقصی از شطرنج بازی دوران باستان است که برای سنجش هوش سودمند است (ص. ۱۹۹).